# Angra do Heroísmo
Angra do Heroísmo (phát âm tiếng Bồ Đào Nha: [ˈɐ̃ɡɾɐ du eɾuˈiʒmu]), thường gọi là Angra, là một município và thành phố trên đảo Terceira trong vùng tự trị Azores của Bồ Đào Nha. Dân số năm 2011 là 35.402 người, trên diện tích 239,00 km². Thành phố là nửa nam Terceira, còn nửa bắc thuộc Praia da Vitória. Cùng Ponta Delgada trên đảo São Miguel và Horta trên đảo Faial, Angra là một trong ba thủ phủ địa phương của Azores. Mỗi thủ phủ là nơi đặt trụ sở quản lý một phần quyền lực chính quyền.
Thành phố được lập nên vào nửa sau thế kỷ XV. Angra là nơi Almeida Garrett lánh nạn trong các cuộc chiến Napoléon. Đây cũng là nơi nữ hoàng Maria II của Bồ Đào Nha ẩn thân từ năm 1830 đến 1833. Trung tâm thành phố được UNESCO công nhận là di sản thế giới năm 1983.

## Tên
Angra là một từ tiếng Bồ Đào Nha nghĩa là "vịnh", "vũng tàu". Phần do Heroísmo ("[thuộc] Anh hùng tính", "[thuộc] chủ nghĩa Anh hùng") được Maria II đặt ra nhằm ca ngợi sự quả cảm trong việc bảo vệ thành công hòn đảo khỏi cuộc tấn công phe Miguelista năm 1829.